# Zahra Rahnavard
Zahra Rahnavard (persiska: زهرا رهنورد; ), ursprungligen Zohreh Kazemi, 19 augusti 1945 i Borujerd, är en iransk skulptör, statsvetare och fru till den iranska presidentkandidaten Mir-Hossein Mousavi.

## Biografi
Zahra Rahnaward studerade konst vid universitetet i Teheran, där hon träffade sin blivande make Mir-Hossein Mousavi. Hon tog också doktorsexamen 1976 i statsvetenskap och åkte sedan till USA, men återvände till Iran före den iranska revolutionen 1979. 1998 utsågs hon till rektor vid Alzahra universitetet, den enda kvinnohögskolan i Iran, men avskedades av president Ahmadinejad efter att han tillträdde.
Som chef för kvinnors sociala och kulturella råd, som inrättades 1989, som en av sju regeringskommittéer som undersöker olika sociala frågor, har Rahnavard begärt att dessa kommittéer ska bli mer lika representerade av kvinnliga medlemmar och har varit en uttalad kritiker av regeringens misslyckande att ge kvinnor vad som enligt hennes åsikt är deras legitima sociala och medborgerliga rättigheter under Koranen.
Hon var en aktiv medlem av sin make Mir-Hossein Mousavis kampanj när han kandiderade till  presidentvalet 2009. Nu är hon medlem i The Green Path of Hope och är en av Irans mest framträdande oppositionsledare. Rahnavard är också författare till 15 böcker.

## Privatliv
Rahnavard är hustru till Mir-Hossein Mousavi, Irans före detta premiärminister och har tre döttrar. Hon och Mousavi gifte sig 18 september 1969. De befinner sig nu i husarrest.